# Amphipsyche berneri
Amphipsyche berneri är en nattsländeart som beskrevs av Douglas E. Kimmins 1962. Amphipsyche berneri ingår i släktet Amphipsyche och familjen ryssjenattsländor. Inga underarter finns listade i Catalogue of Life.